# Saison 1980-1981 de l'Élan sportif chalonnais
Saison 1980-1981 de l'Élan chalon en Nationale 2, avec une descente en fin de saison.

## Effectifs
| Nationalité | Joueur                 | Taille |
| ----------- | ---------------------- | ------ |
|             | Dominique Juillot      | 1,78 m |
|             | Roland Blondel         | 1,82 m |
|             | Jean-François Chaumard | 1,80 m |
|             | Bruno Bader            | 1,89 m |
|             | Yannick Guichard       | 2,00 m |
|             | Yves Duvernois         | 1,91 m |
|             | Bernard Sangouard      | 1,92 m |
|             | Éric Jullien-Martin    |        |
|             | Georges Nigaud         | 1,96 m |
|             | Bruno Recoura          | 1,98 m |
|             | Larry Paige            | 2,05 m |

| Nationalité | Joueur         | Taille |
| ----------- | -------------- | ------ |
|             | Jim Strickland |        |
|             | Larry Payet    |        |

- Entraineur :  Jean-Luc Roediger

## Matchs

### Matchs amicaux
Avant saison
- Chalon-sur-Saône / Autun (N3) : : 117-103[1]
- Charenton / Chalon-sur-Saône : 75-63 (Tournoi de Charenton)[2]
- Chalon-sur-Saône / Saarlouis  : 79-42 (Tournoi de Charenton)[2]
- Reims / Chalon-sur-Saône : 98-92 (Tournoi de Charenton)[2]
- Autun / Chalon-sur-Saône : 79-104[3]
- Chalon-sur-Saône / Dadolle Dijon : 92-83 (A Saint-Germain-du-Plain)[4]
- Chalon-sur-Saône / Racing Club Paris : 93-81 (Challenge Patrick Demont)[5]
- Chalon-sur-Saône / Grenoble : 90-103 (Challenge Patrick Demont)[5]

### Championnat

#### Matchs aller
- Chalon-sur-Saône / Perpignan : 93-78[6],[N 1]
- Nancy / Chalon-sur-Saône : 89-89[7]
- Chalon-sur-Saône / Saint-Etienne : 112-86[8]
- Grenoble / Chalon-sur-Saône : 95-97[9]
- Chalon-sur-Saône / Graffenstaden : 98-75[10]
- Dijon / Chalon-sur-Saône : 94-92[11]
- Chalon-sur-Saône / Clermont : 95-100[12]
- Hyères / Chalon-sur-Saône : 107-105[11]
- Chalon-sur-Saône / Castres : 102-88[13]
- CRO Lyon / Chalon-sur-Saône : 88-84[11]
- Chalon-sur-Saône / Roanne : 76-78[14]

#### Matchs retour
- Perpignan / Chalon-sur-Saône : 92-105[15],[N 1]
- Chalon-sur-Saône / Nancy : 81-81[16]
- Saint-Etienne / Chalon-sur-Saône : 97-71[17]
- Chalon-sur-Saône / Grenoble : 83-75[18]
- Graffenstaden / Chalon-sur-Saône : 105-82[19]
- Chalon-sur-Saône / Dijon : 72-71[11]
- Clermont / Chalon-sur-Saône : 82-65[20]
- Chalon-sur-Saône / Hyères : 89-83[21]
- Castres / Chalon-sur-Saône : 100-98[22]
- Chalon-sur-Saône / CRO Lyon : 75-86[23]
- Roanne / Chalon-sur-Saône : 89-87[24]

Extrait du classement de Nationale 2 (Poule B) 1980-1981